# Borgo

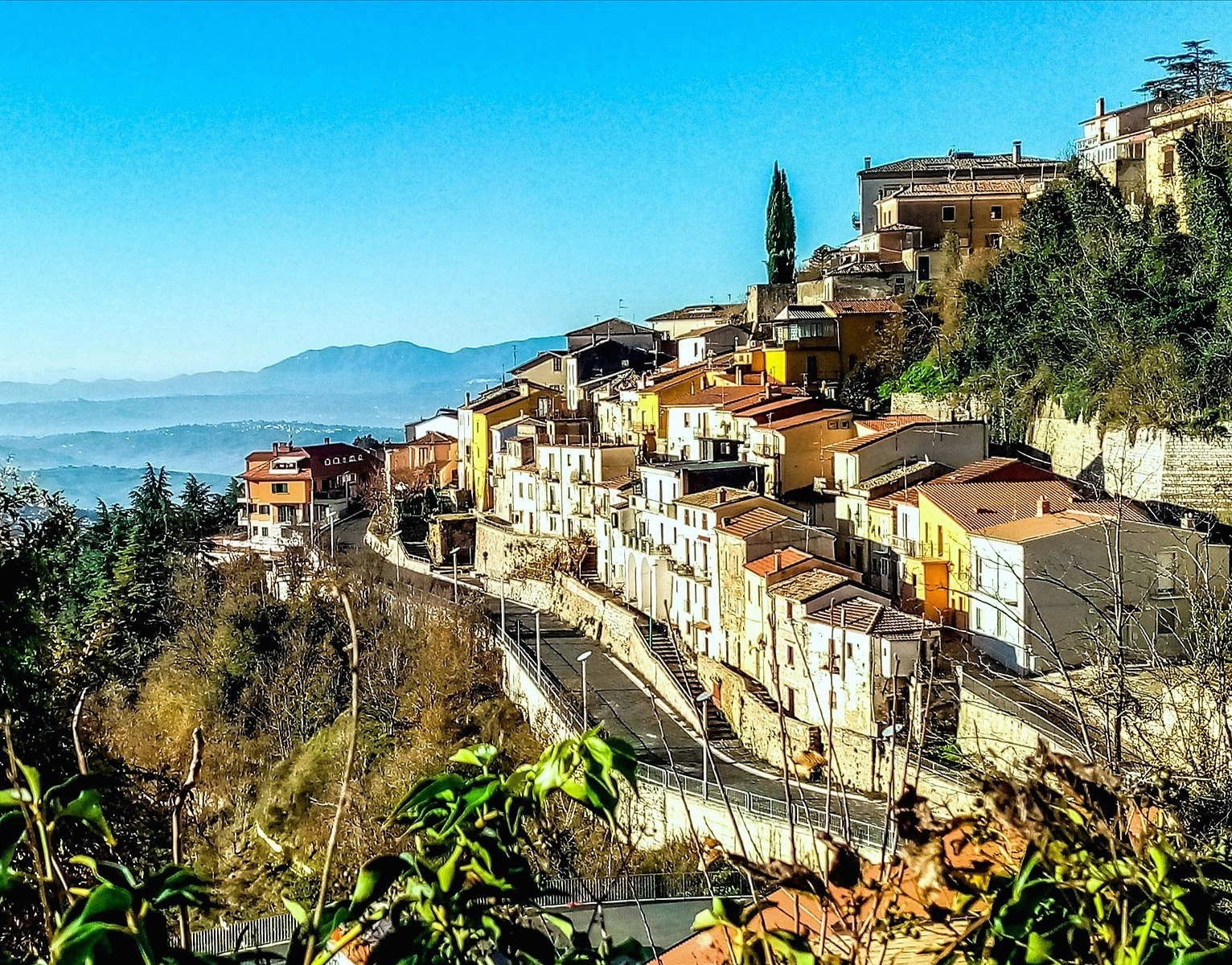
Uno scorcio del borgo medievale di Ariano Irpino. In primo piano si nota un sobborgo, alle falde delle mura.

Il borgo è un centro abitato di media grandezza e di una certa importanza, caratterizzato da un'economia prevalentemente commerciale e con una periferia a carattere agricolo; il termine può anche indicare un'espansione di una città al di fuori della cerchia delle mura (ma in quest'ultimo caso si parla più propriamente di sobborgo).

## Etimologia
Borgo è già attestato nel latino tardo; lo scrittore romano Vegezio utilizza infatti burgus nel IV secolo per il suo manuale d'arte militare. La parola deriverebbe dal greco πύργος (pýrgos, "torre", "fortezza"); un'altra ipotesi è che burgus provenga dal germanico burgs (cfr. gotico baurg e alto tedesco antico burg "città fortificata, castello"). I due termini sono comunque imparentati tra loro, provenendo entrambi dalla forma indoeuropea BhERGh connessa al concetto di protezione.
Le forme borough e burgh, rispettivamente inglese e scozzese, derivate dal germanico Burg(h), erano usate come suffisso nella toponomastica col significato di  "città ad amministrazione autonoma", mentre la forma tedesca Burg col significato di "cittadella".

## Descrizione
Nei secoli passati questa denominazione era spesso riservata ai paesi di una certa importanza che possedevano un mercato ed una fortificazione. Per la presenza di queste strutture il borgo si differenziava dal villaggio, dal paese e dalla borgata.
Probabilmente in età longobarda il borgo, che sorge sempre al piano, alla confluenza di una o più valli, svolgeva una funzione amministrativa e giurisdizionale per tutta l'area afferente. Sovente è una trasformazione del concetto di "Comitato".